# De droommachine
De droommachine is het 38ste stripalbum uit de reeks De Smurfen. De Nederlandstalige versie verscheen in 2019 bij Standaard Uitgeverij. Het scenario is van Alain Jost en Thierry Culliford, de tekeningen komen van Jeroen De Coninck en Miguel Diaz. Het verhaal zinspeelt op het verslavende gebruik van tabletcomputers en VR-brillen.

## Verhaal
Drie Smurfen komen laat terug van een wandeling in het bos. De volgende dag gaat het drietal opnieuw op stap en wekken daarbij de nieuwsgierigheid van drie dorpsgenoten. Met zijn zessen trekken ze het bos in en komen wederom laat thuis. Bij thuiskomst hebben ze allemaal een gelukzalige glimlach en doen ze anders dan anders. Grote Smurf stelt zich vragen en Brilsmurf stelt voor het groepje te volgen. Hij ontdekt dat ze een kristallen tablet hebben gevonden met drie bijhorende brillen die hen meenemen in een droomwereld. Brilsmurfs bril en bijziendheid verhinderen hem om eveneens in de droomwereld terecht te komen.
Eenmaal de zes Smurfen erg verslaafd lijken aan de beelden, doemt op het beeld ineens een tovenaar op, die de Smurfen voortaan verplicht goud te leveren om de tablet nog langer te kunnen gebruiken. De bewuste tovenaar, Occultus, is een collega van Gargamel, die hoopt de Smurfen te kunnen overmeesteren zo. Occultus is echter niet geïnteresseerd in de dwergen, alleen in goud.
Wetende dat Grote Smurf dat nooit goed zal vinden, verstoppen de zes Smurfen de tablet in hun ongebruikte goudmijn, zodat Brilsmurf de plek niet langer kent. Grote Smurf en Brilsmurf komen effectief op een lege plek terecht. Grote Smurf vreest een actie van Gargamel en een bezoekje aan diens huis maakt dat ook meteen duidelijk. Er valt echter niet veel te beginnen, want de zes Smurfen laten zich niet meer zien. Ze raken steeds meer verslaafd aan het scherm en verwaarlozen slaap en eten. Ze werken hard om dagelijks elk een stukje goud te kunnen leveren aan de witte kraai van Occultus.
Op een dag ziet Houthakkersmurf echter een van de Smurfen, bedekt onder een groene mijncape. Ze worden ontdekt en de tablet verdwijnt in de voorraadschuur. Grote Smurf wil het testen, maar raakt zelf ook meteen betoverd. Op den duur wil heel het dorp, behalve Brilsmurf, de tablet gebruiken en wordt de gebruikstijd ervan verdeeld over alle Smurfen. Allen verwaarlozen ze hun dagelijkse bezigheden. Alleen Domme Smurf lijkt niet bezig te zijn met het delven van goud − hij heeft tijden geleden een voorraad gevonden en kan die nu aanspreken. Dat brengt Brilsmurf op een idee. Hij belooft Occultus al het beschikbare goud als hij daarna meteen vertrekt. Occultus gaat akkoord en legt de tegenstribbelende Gargamel met een tijdelijke vloek het zwijgen op. Brilsmurf vraagt Occultus ook om daarna de beelden die op het scherm verschijnen zo te sturen dat het eerder nachtmerries dan dromen worden. Zo gezegd, zo gedaan: Brilsmurf vult de tassen van Occultus met goud en die houdt zich aan de afspraak: de Smurfen krijgen enkel nog dromen met Brilsmurf die hen overtroeft. Potige Smurf slaat woedend de tablet kapot, waarop die definitief vernield wordt.
Occultus verlaat de streek met zijn tassen vol goud, maar beseft niet dat Brilsmurf de schurk geen overwinning op kap van zijn dorpsgenoten heeft gegund: Brilsmurf heeft de tassen stukgesneden, waardoor het goud er tijdens Occultus' rit stelselmatig uit is gevallen. De arme dorpelingen doen er hun voordeel mee. Ter ere van Brilsmurf wordt ten slotte een feestje in het Smurfendorp georganiseerd.

## Waalse versies
In 2020 en 2021 verscheen van dit verhaal een versie in respectievelijk het Luikse en Naamse dialect, twee Waalse dialecten.